# Julius Randle
Julius Deion Randle (Dallas, 29 november 1994) is een Amerikaans basketballer die speelt bij de Minnesota Timberwolves.

## Carrière
Randle speelde van 2013 tot 2014 collegebasketbal voor de Kentucky Wildcats. In 2014 stelde hij zich kandidaat voor de NBA draft en werd gekozen als zevende in de eerste ronde door de Los Angeles Lakers. Op 28 oktober 2014, tijdens zijn eerste wedstrijd voor de Lakers, liep Randle een breuk aan het scheenbeen op, waarna hij moest geopereerd worden en de rest van het seizoen niet meer in actie kwam. In de zomer van 2015 maakte Randle zijn comeback voor de Lakers in de NBA Summer League. Exact één jaar later, op 28 oktober 2015, maakte Randle zijn comeback in de NBA in de openingswedstrijd van de de Lakers van het seizoen 15/16. Hij speelde zo zijn eerste volwaardige seizoen in de NBA en speelde mee in 81 wedstrijden waarvan hij er 60 mocht starten. Op 25 maart 2016 was Randle goed voor 13 punten, 18 rebounds en 10 assists tijdens een wedstrijd tegen de Denver Nuggets. Op 21-jarige leeftijd was Randle zo de jongste Laker sinds Magic Johnson die een triple double liet optekenen. Ook het daaropvolgende seizoen was Randle een starter bij de Lakers en speelde 74 wedstrijden mee waarvan 73 als starter. Het seizoen 2017/18 begon Randle als reservespeler achter Larry Nance Jr. maar hij wist zich daarna opnieuw in de ploeg te spelen. Randle maakte als enige Laker speelminuten in alle 82 wedstrijden. Aan het einde van dat seizoen kreeg hij van de Lakers geen nieuw contract en werd zo een vrije speler.
Randle tekende op 9 juli 2019 een contract voor twee jaar en 18 miljoen dollar bij de New Orleans Pelicans. Tijdens zijn debuutwedstrijd voor de Pelicans tegen de Houston Rockets was Randle vanop de bank goed voor 25 punten. Tijdens het seizoen 2018/19 speelde Randle bij de Pelicans iets meer dan de helft van de wedstrijden als starter en hij zag zijn statistieken op bijna alle punten verbeteren. Aan het einde van het seizoen lichtte hij de optie op een tweede jaar bij de Pelicans niet, waardoor hij opnieuw een vrije speler werd. Op 9 juli 2019 tekende Randle een bij de New York Knicks een driejarig contract voor 63 miljoen dollar. Zijn eerste seizoen bij de Knicks werd ingekort door de coronapandemie. Tijdens het seizoen 2020/21 was Randle goed voor een gemiddelde speeltijd van 37,6 minuten waarin hij gemiddeld 24,1 punten, 10,2 rebounds en 6 assists liet optekenen. Randle brak zo in zijn tweede seizoen bij de Knicks helemaal door. Hij werd voor de eerste keer geselecteerd voor de NBA All-Star Game en haalde met de Knicks de NBA Playoffs. Hij werd aan het einde van het seizoen ook verkozen tot NBA Most Improved Player en werd geselecteerd voor het All-NBA Second Team. In de playoffs verloren de Knicks in vijf wedstrijden van de Atlanta Hawks. 
Door deze prestaties kreeg Randle in augustus 2021 een nieuw vierjarig contract ter waarde van 117 miljoen dollar. Het daarop volgende seizoen kon Randle niet helemaal zijn prestaties bevestigen en door een heupblessure miste hij na april de rest van het seizoen. In het seizoen 2022/23 werd Randle voor een tweede keer geselecteerd voor het NBA All-Star Game, onder andere door een gemiddelde van 25,1 punten. In de playoffs won Randle met de Knicks met 4-1 van de Cleveland Cavaliers. In de tweede ronde moesten de Knicks hun meerdere erkennen in de Miami Heat, de latere finalist van de NBA. Randle werd opgenomen in het All-NBA Third Team. Tijdens het seizoen 2023/24 werd Randle voor een derde keer geselecteerd voor het NBA All-Star game. Als gevolg van een blessure kon Randle echter niet aantreden in het All-Star game.
Begin oktober 2024 werd hij geruild naar de Minnesota Timberwolves in een ruil waarbij ook de Charlotte Hornets betrokken waren net zoals volgende spelers: Karl-Anthony Towns, draftrechten van James Nnaji, Donte DiVincenzo, Keita Bates-Diop, Charlie Brown, DaQuan Jeffries, Duane Washington Jr. en meerdere draftkeuzes.
Randle bereikte met de Timberwolves de playoffs waar ze in de eerste ronde te sterk waren voor de Los Angeles Lakers. In de derde wedstrijd van de halve finale van de Western Conference tegen de Golden State Warriors was Randle goed voor een triple double met 24 punten, 10 rebounds en 12 assists. Hiermee was Randle de tweede speler in de geschiedenis van de Timberwolves die een triple double scoorde in de playoffs (enkel Kevin Garnett ging Randle voor). Minnesota won de halve finale van de Golden State Warriors waarna er in de finale van de Western Conference verloren werd van de Oklahoma City Thunder. Op 29 juni 2025 tekende Randle een nieuw contract voor 3 seizoenen bij de Minnesota Timberwolves.

## Erelijst
- NBA All-Star: 2021, 2023, 2024
- All-NBA Second Team: 2021
- All-NBA Third Team: 2023
- NBA Most Improved Player: 2021

## Statistieken

### Regulier seizoen
| Seizoen      | Team                   | WG  | WS  | MPW  | FG%  | 3P%  | FW%  | RPW  | APW | SPW | BPW | PPW  |
| ------------ | ---------------------- | --- | --- | ---- | ---- | ---- | ---- | ---- | --- | --- | --- | ---- |
| 2014/15      | Los Angeles Lakers     | 1   | 0   | 14,0 | 33,3 | —    | 0,0  | 0,0  | 0,0 | 0,0 | 0,0 | 2,0  |
| 2015/16      | Los Angeles Lakers     | 81  | 60  | 28,2 | 42,9 | 27,8 | 71,5 | 10,2 | 1,8 | 0,7 | 0,4 | 11,3 |
| 2016/17      | Los Angeles Lakers     | 74  | 73  | 28,8 | 48,8 | 27,0 | 72,3 | 8,6  | 3,6 | 0,7 | 0,5 | 13,2 |
| 2017/18      | Los Angeles Lakers     | 82  | 49  | 26,7 | 55,8 | 22,2 | 71,8 | 8,0  | 2,6 | 0,5 | 0,5 | 16,1 |
| 2018/19      | New Orleans Pelicans   | 73  | 49  | 30,6 | 52,4 | 34,4 | 73,1 | 8,7  | 3,1 | 0,7 | 0,6 | 21,4 |
| 2019/20      | New York Knicks        | 64  | 64  | 32,5 | 46,0 | 27,7 | 73,3 | 9,7  | 3,1 | 0,8 | 0,3 | 19,5 |
| 2020/21      | New York Knicks        | 71  | 71  | 37,6 | 45,6 | 41,1 | 81,1 | 10,2 | 6,0 | 0,9 | 0,3 | 24,1 |
| 2021/22      | New York Knicks        | 72  | 72  | 35,3 | 41,1 | 30,8 | 75,6 | 9,9  | 5,1 | 0,7 | 0,5 | 20,1 |
| 2022/23      | New York Knicks        | 77  | 77  | 35,5 | 45,9 | 34,3 | 75,7 | 10,0 | 4,1 | 0,6 | 0,3 | 25,1 |
| 2023/24      | New York Knicks        | 46  | 46  | 35,4 | 47,2 | 31,1 | 78,1 | 9,2  | 5,0 | 0,5 | 0,3 | 24,0 |
| 2024/25      | Minnesota Timberwolves | 69  | 69  | 32,3 | 48,5 | 34,4 | 80,6 | 7,1  | 4,7 | 0,7 | 0,2 | 18,7 |
| Carrière     | Carrière               | 710 | 630 | 32,0 | 47,1 | 33,4 | 75,3 | 9,1  | 3,8 | 0,7 | 0,4 | 19,0 |
| NBA All-Star | NBA All-Star           | 2   | 0   | 16,3 | 58,3 | 20,0 | –    | 2,0  | 2,0 | 0,5 | 0,0 | 7,5  |

### Play-offs
| Seizoen  | Team                   | WG | WS | MPW  | FG%  | 3P%  | FW%  | RPW  | APW | SPW | BPW | PPW  |
| -------- | ---------------------- | -- | -- | ---- | ---- | ---- | ---- | ---- | --- | --- | --- | ---- |
| 2020/21  | New York Knicks        | 5  | 5  | 36,1 | 29,8 | 33,3 | 85,2 | 11,6 | 4,0 | 0,6 | 0,0 | 18,0 |
| 2022/23  | New York Knicks        | 10 | 10 | 33,0 | 37,4 | 25,8 | 70,9 | 8,3  | 3,6 | 0,5 | 0,3 | 16,6 |
| 2024/25  | Minnesota Timberwolves | 15 | 15 | 35,5 | 50,2 | 38,5 | 88,0 | 5,9  | 4,9 | 0,8 | 0,1 | 21,7 |
| Carrière | Carrière               | 30 | 30 | 34,8 | 42,1 | 32,8 | 81,5 | 7,6  | 4,3 | 0,7 | 0,2 | 19,4 |